# Giroud (calciatore)
Giroud (fl. XIX-XX secolo) è stato un calciatore svizzero, di ruolo attaccante.

## Carriera
Calciatore svizzero di cui è ignoto il nome, militò nel Genoa quattro stagioni, dal 1908 al 1911. Nella prima annata disputò solo incontri amichevoli dato che non vi fu la partecipazione dei rossoblu al campionato poiché la Federazione decise di riservare il massimo torneo italiano alle squadre senza stranieri ed il Genoa per protesta non vi partecipò limitando l'attività agonistica alle competizioni Challenge diffuse all'epoca come la Palla Dapples e la Coppa Goetzlof.
Ristabilita la possibilità per i giocatori stranieri di giocare la stagione seguente, Giroud con i genovesi raggiunse le semifinali liguri-piemontesi, perse contro la Pro Vercelli.
La stagione seguente ottenne con i rossoblu il quarto posto della classifica finale, mentre nell'ultima sua stagione con il Genoa, Giroud ottenne il quinto posto.
Giroud vanta anche una presenza in Palla Dapples.